# Salo (alimento)

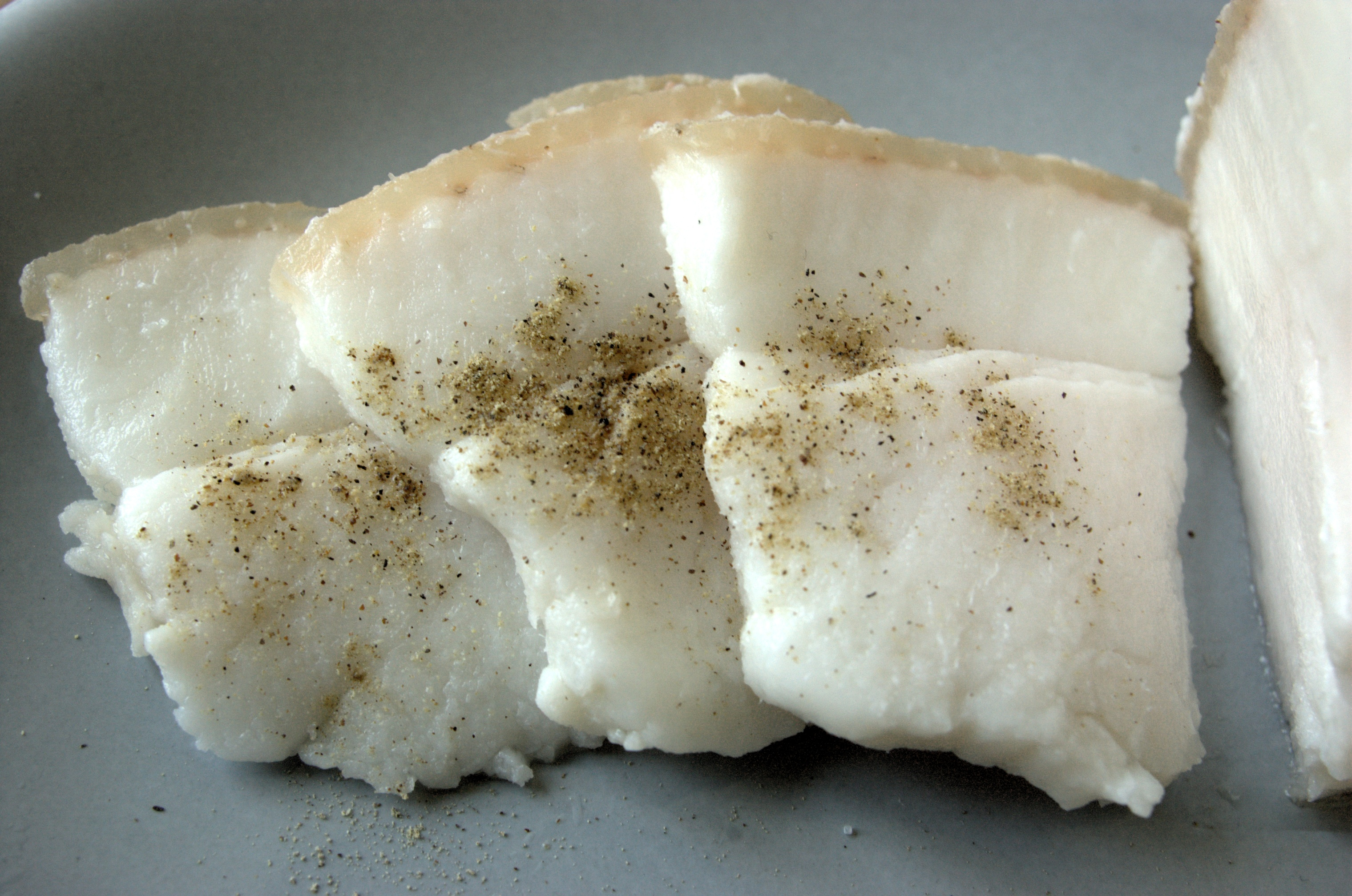
Salo cortado y espolvoreado con pimienta negra.

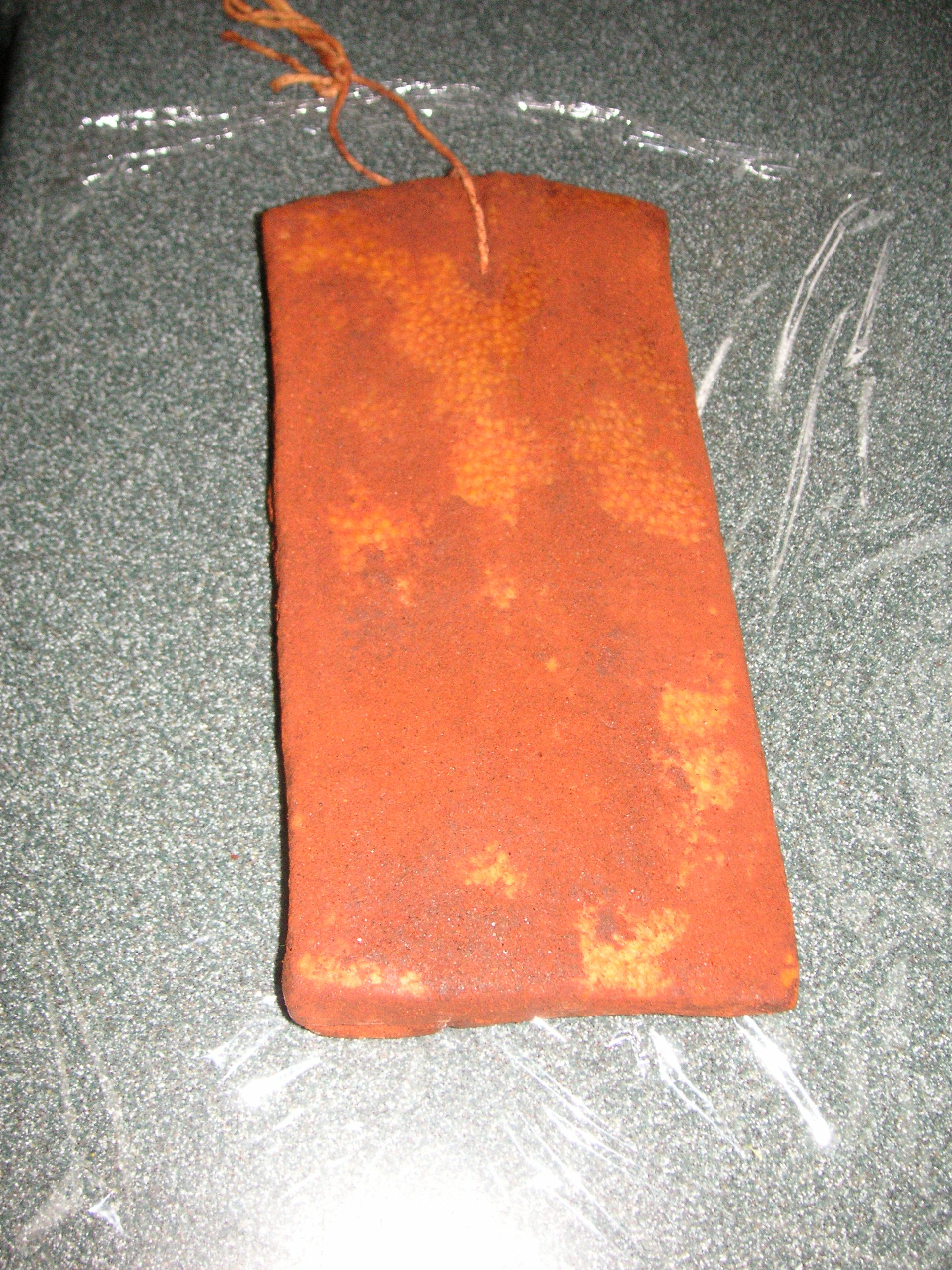
Una tajada de słonina curada en pimentón, popular en la Europa del Este.

El salo (en ucraniano y ruso: са́ло; bielorruso: са́ла (sala); en húngaro: szalonna; en polaco: słonina; en búlgaro: сланина (slanina) o, menos frecuentemente, сало (salo); en macedonio: сланина (slanina); rumano slănínă o slánă; en esloveno, serbocroata, checo y eslovaco: slanina; en lituano: lašiniai) es una receta típica de Rusia, Ucrania y Europa del Este consistente en tiras curadas de fatback (tocino de la espalda del cerdo), o más raramente panza de cerdo, con o sin corteza. Típicamente en las versiones del este de Europa se sala o fermenta en salmuera, de donde viene el nombre slonina/slana/szalonna (solonýna en ucraniano y solonina en ruso se refieren a cualquier carne en salazón, como el corned beef). Las versiones del este de Europa suelen tratarse con pimentón u otros condimentos, mientras las del sur se ahúman a menudo.

## Conservación
Para conservarlo, el salo se sala, a veces también se ahúma y se deja curar en un lugar oscuro y frío, donde permanecerá un año o más. Para darle sabor y mejorar su conservación el salo puede curarse o cubrirse con una capa gruesa de pimentón, ajo picado o a veces pimienta negra. Las tiras de tocino se cortan en trozos manejables, típicamente de 15×20 cm, y se embadurnan con sal. Las tiras se ponen con la corteza hacia abajo en una caja de madera o barril, alternándolas con capas de sal de un 1 cm de grosor.
Cuando el salo se cura demasiado tiempo o se expone a la luz, la superficie del tocino puede oxidarse y volverse amarillenta y amarga. Entonces puede usarse como repelente del agua sobre botas de cuero o como cebo para ratoneras, o simplemente emplearse para fabricar jabón casero.

## Cocina

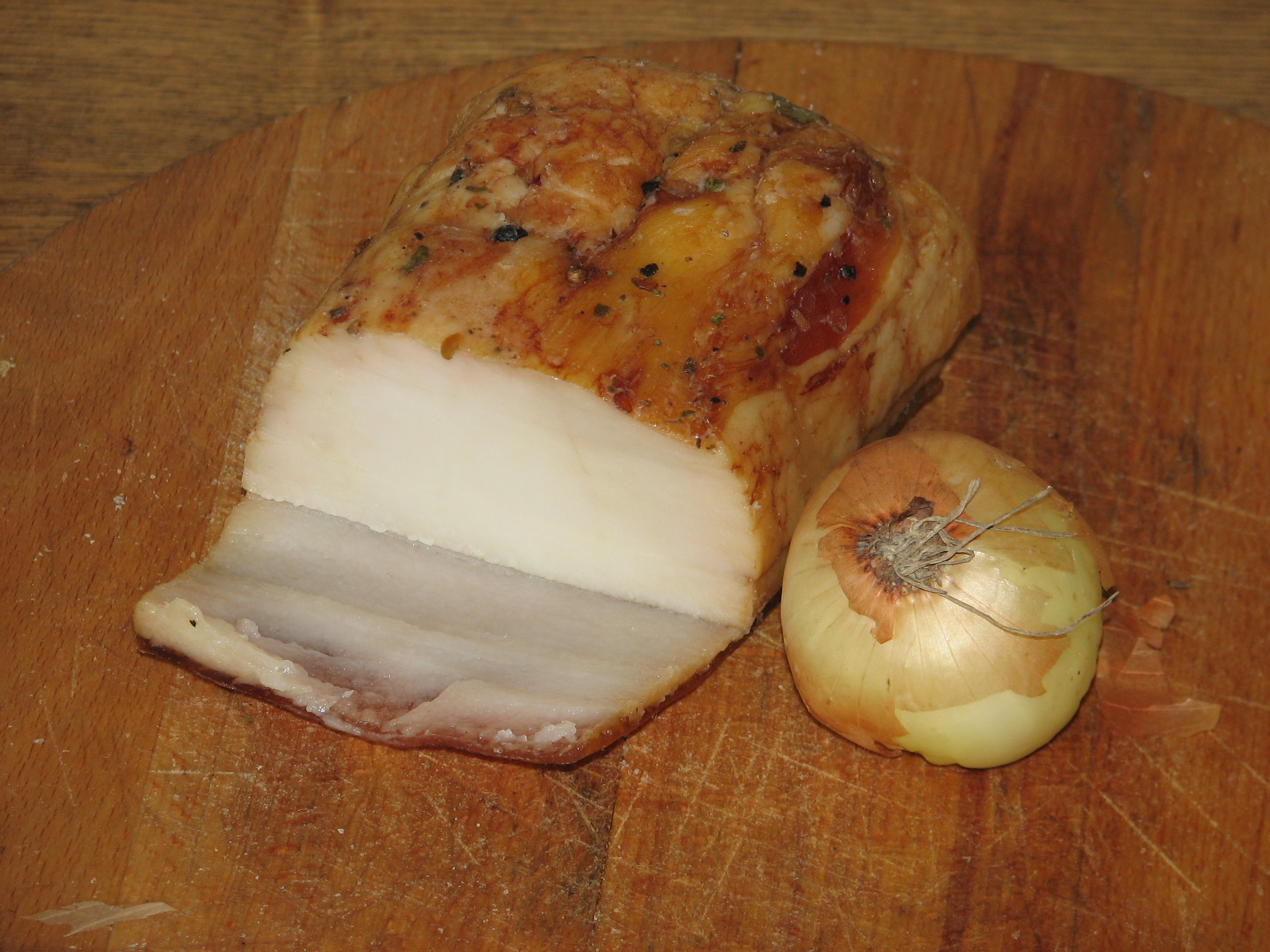
Lašiniai, una variante lituana de salo.

El salo puede tomarse crudo y también cocinarse, freírse o picarse fino con ajo como condimento para el borscht (sopa de remolacha). También se añaden trocitos de salo a diversos tipos de salchicha. El salo cortado fino sobre pan de centeno frotado con ajo es un aperitivo tradicional en Rusia acompañado de vodka, o especialmente de horilka en Ucrania.
El salo se corta a menudo en trocitos y se fríe para extraer la grasa y usarla en cocina, mientras el chicharrón sobrante (shkvarky en ucraniano, spirgai en lituano, skwarki en polaco) se usa como condimento para patatas fritas o varenyky.
La corteza de cerdo gruesa que queda tras usar la grasa del salo también puede añadirse al caldo para sopa o al borscht, desechándose tras la cocción.